# Dipterygeae
Dipterygeae je tribus (seskupení rodů) čeledi bobovité dvouděložných rostlin. Zahrnuje pouze 3 rody, rozšířené výhradně v tropické Americe. Jsou to stromy nebo keře se zpeřenými listy a květy ve vrcholových latách. Květy mají jedinečně utvářený kalich se 2 laloky zvětšenými a připomínajícími korunní lístky. Některé druhy mají jedlé plody nebo jsou těženy pro dřevo. Plody silovoně jsou známy jako tonkové boby.

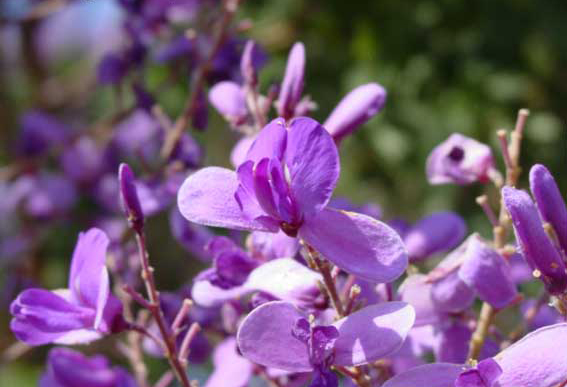
Detail květů Pterodon emarginatus

## Popis
Zástupci tribu Dipterygeae jsou stromy nebo keře. Listy jsou lichozpeřené nebo sudozpeřené, vstřícné nebo střídavé. Čepele listů jsou často prosvítavě tečkované. Střední žebro listu je u některých zástupců zploštělé nebo i křídlaté. Palisty jsou drobné a opadavé. Květy jsou uspořádány ve vrcholových latách. Kalich je prosvítavě tečkovaný a výrazně dvoupyský, laloky horního pysku jsou nápadně zvětšené a zbarvené jako koruna, spodní pysk je zelený, celistvý nebo zakončený 3 zuby. Koruna je fialová nebo téměř bílá, motýlovitá, pavéza je na vrcholu vykrojená. Tyčinek je 10 a jsou jednobratré. Semeník je krátce stopkatý a obsahuje jediné vajíčko. Plody jsou vždy jednosemenné a jsou dosti různorodé. U rodu silovoň jsou nepukavé, podobné peckovici, rod Taralea má ploché lusky pukající 2 chlopněmi. U rodu Pterodon opadávají svrchní vrstvy plodu a odhalují tvrdou vnitřní vrstvu okolo semene opatřenou plochým křídlem.

## Rozšíření
Tribus Dipterygeae zahrnuje 3 rody a asi 22 druhů. Největší rod je silovoň (Dipteryx, asi 12 druhů). Tribus je rozšířen výhradně v tropické Střední a Jižní Americe. Jeho zástupci rostou v tropických deštných lesích i v lesích v oblastech se sezónním obdobím sucha, též v keřové vegetaci typu cerrado a caatinga. Některé druhy rodu Taralea rostou i v horských lesích.

## Zajímavosti
Zvláštní plody rodu Pterodon byly v literatuře klasifikovány nejrůznějším způsobem, jako pukavý lusk, kryptosamara, oříšek nebo peckovicovitý lusk.

## Zástupci
- silovoň (Dipteryx)

## Význam
Semena silovoně obecného (Dipteryx odorata) jsou známa jako tonkové boby a jsou využívána k ovoňování potravin a tabáku. Strom poskytuje tvrdé dřevo podobně jako stromy rodu Pterodon. Z plodů Taralea oppositifolia je získáván technický olej.
Silovoň Dipteryx punctata je v tropické Americe pěstován pro jedlé plody, které jsou využívány též při léčení bolestí břicha.

## Přehled rodů
Dipteryx, Pterodon, Taralea